# Amadores
Amadores es una localidad del Departamento Paclín, en la Provincia de Catamarca, Argentina. Se encuentra ubicada a 10 km de Palo Labrado, a orillas del Río Paclín.

### Atractivos
El principal atractivo de la localidad son las ruinas del templo construido por los jesuitas en el siglo XVIII, declarado monumento histórico provincial por el Gobierno de Catamarca.

## Geografía

### Población
Según el censo nacional de 2 010, realizado por el Instituto Nacional de Estadística y Censos (INDEC), la localidad cuenta con 179 habitantes, lo que representa un incremento del 54,31 % en relación con los 116 habitantes registrados en el censo de 2 001.

### Sismicidad
La región presenta una sismicidad frecuente, generalmente de baja intensidad, con un silencio sísmico de terremotos de niveles medios a graves cada 30 años, en áreas aleatorias.
Algunos de los eventos sísmicos más relevantes fueron:
- 21 de marzo de 1 892: ocurrió a las 1:45 UTC-3, con una magnitud de 6,0 en la escala de Richter. Este evento, conocido como el terremoto de Recreo de 1 892, fue significativo dentro de la región.
- 21 de octubre de 1 966: registrado a las 12:39 UTC-3, con una magnitud de 5,0 en la escala de Richter.
- 3 de noviembre de 1 973: ocurrió a las 14:17 UTC-3, con una magnitud de 5,8 en la escala de Richter.
- 7 de septiembre de 2 004: registrado a las 8:53 UTC-3, con una magnitud de 6,5 en la escala de Richter. Este evento es conocido como el terremoto de Catamarca de 2004.[1]